# 藍斗勇輝
藍斗 勇輝（あいと ゆうき）は、日本の男性声優。主にアダルトゲームに声をあてている。

## 出演作品

### ゲーム
- オメルタ 〜沈黙の掟〜（橘陽司)[1]
  - オメルタ CODE:TYCOON（橘陽司)[2]）
- 風ヶ原学園スパイ部っ!（板垣退人)[3]
- 花陰 -堕ちた蜜華-（獅子尾烈)[4]
- マブラヴ オルタネイティヴ（アクイラ5、フランコ・ウェルサーチ、整備兵）

### ドラマCD
- オメルタ 〜沈黙の掟〜 ドラマCD（橘陽司）
  - Vol.3 橘編「キャンディー・ブラック・マーケット」[5]
  - Vol.7 梓編「濡れ鼠と殺し屋」[6]

### 音楽CD
- オメルタ 〜沈黙の掟〜 ステージソングCD
  - vol.4 橘(VO.藍斗勇輝) 「退屈デイブレイカー」[7]